# J. L. Topol
J. L. Topol, vlastním jménem Jan Lakomý (12. února 1878 Ústín - 31. ledna 1944 Brno) byl český spisovatel.

## Život
Jan Lakomý se narodil v obci Ústín nedaleko Olomouce. Studoval práva na Karlově univerzitě, od roku 1908 pracoval u policie jako kriminalista. V bojích první světové války přišel o nohu. Mezi lety 1917 a 1938 pracoval jako vrchní policejní rada v Brně.